# Okriftel
Okriftel ist ein Stadtteil von Hattersheim am Main im südhessischen Main-Taunus-Kreis.

## Geographie

### Lage
Okriftel liegt auf einer Niederterrasse am rechten, nördlichen Flussufer des Mains. Der im Taunus entspringende Schwarzbach mündet am östlichen Rand der Ortsbebauung in den Main. Dieser Bach wurde in der Vergangenheit auch Goldbach oder ‚Kruftelbach‘ genannt; an seinem Verlauf liegt auch das namensähnliche Kriftel. Der Ort entwickelte im Wesentlichen ein Netz von Ortsstraßen, die parallel und rechtwinklig zum Main verlaufen.

### Nachbargemeinden
Okriftel befindet sich südlich von Hattersheim und östlich des dritten Hattersheimer Stadtteils Eddersheim. Im Osten grenzt Okriftel an den Frankfurter Stadtteil Sindlingen. Ebenfalls östlich, aber auf der gegenüberliegenden Mainseite, liegt die Stadt Kelsterbach.

## Geschichte
Die Älteste erhalten gebliebene urkundliche Erwähnung als Acruftele war 1103. Damals erhielt hier das Kloster St. Jakob bei Mainz ein Schiff und zwei Mühlen als Schenkung und zählte zur Kirchenprovinz Mainz. 1478 ging die Gerichtsbarkeit über Okriftel an die Grafen von Isenberg oder Ysenburg. 1545 in den Wirren der Reformation mussten die Einwohner den lutherischen Glauben des Landesherren annehmen. Die Reichsgrafen von Isenburg wurden ab 1560 die Landesherren in Okriftel, nachdem sie zuvor erheblichen Grundbesitz erworben hatten. 1596 wechselte die Landesherrschaft der Isenburg und somit die Einwohnerschaft zur calvinistischen Glaubenslehre.
1803 mit der Säkularisation ging Okriftel an Nassau-Usingen und gehörte zur Zeit des Herzogtums Nassau zum Amt Höchst. 1817 vereinigten sich in Nassau die lutherischen und die reformierten evangelischen Kirchen. Nach der Annexion durch Preußen wurde es 1867 dem Mainkreis und später dem Kreis Höchst im Regierungsbezirk Wiesbaden zugeordnet.

### Neugliederung 1972
Anlässlich der Gebietsreform in Hessen schlossen sich am 1. Juli 1972 Hattersheim, Okriftel und Eddersheim durch einen Grenzänderungsvertrag freiwillig zur neuen Stadt Hattersheim (ab dem 1. Januar 1978 Hattersheim am Main) zusammen. Die Eigenständigkeit gegenüber der Gesamtstadt beschränkt sich seitdem auf ein eigenes Ortsgericht.

### Einwohnerentwicklung
Quelle: Historisches Ortslexikon
| 1543:     | 26 Hausgesesse                     |
| 1587:     | 22 Hausgesesse                     |
| vor 1618: | 28 Hausgesesse                     |
| 1648:     | 6 Häuser                           |
| 1712:     | 42 Häuser                          |
| 1805:     | 35 Gemeindemitglieder und 5 Witwen |

| Okriftel: Einwohnerzahlen von 1817 bis 1987 | Okriftel: Einwohnerzahlen von 1817 bis 1987 | Okriftel: Einwohnerzahlen von 1817 bis 1987 | Okriftel: Einwohnerzahlen von 1817 bis 1987 | Okriftel: Einwohnerzahlen von 1817 bis 1987 |
| --- | ------------------------------------------- | ------------------------------------------- | ------------------------------------------- | ------------------------------------------- |
| Jahr |                                             |                                             |                                             | Einwohner                                   |
| 1817 | 1817                                        |                                             | 319                                         | 319                                         |
| 1834 | 1834                                        |                                             | 240                                         | 240                                         |
| 1840 | 1840                                        |                                             | 355                                         | 355                                         |
| 1846 | 1846                                        |                                             | 407                                         | 407                                         |
| 1852 | 1852                                        |                                             | 437                                         | 437                                         |
| 1858 | 1858                                        |                                             | 470                                         | 470                                         |
| 1864 | 1864                                        |                                             | 501                                         | 501                                         |
| 1871 | 1871                                        |                                             | 519                                         | 519                                         |
| 1875 | 1875                                        |                                             | 539                                         | 539                                         |
| 1885 | 1885                                        |                                             | 693                                         | 693                                         |
| 1895 | 1895                                        |                                             | 855                                         | 855                                         |
| 1905 | 1905                                        |                                             | 1.404                                       | 1.404                                       |
| 1910 | 1910                                        |                                             | 1.594                                       | 1.594                                       |
| 1925 | 1925                                        |                                             | 1.689                                       | 1.689                                       |
| 1939 | 1939                                        |                                             | 1.943                                       | 1.943                                       |
| 1946 | 1946                                        |                                             | 2.445                                       | 2.445                                       |
| 1950 | 1950                                        |                                             | 2.808                                       | 2.808                                       |
| 1956 | 1956                                        |                                             | 3.395                                       | 3.395                                       |
| 1961 | 1961                                        |                                             | 3.717                                       | 3.717                                       |
| 1967 | 1967                                        |                                             | 4.262                                       | 4.262                                       |
| 1970 | 1970                                        |                                             | 4.571                                       | 4.571                                       |
| 1987 | 1987                                        |                                             | 6.987                                       | 6.987                                       |
| Datenquelle: Historisches Gemeindeverzeichnis für Hessen: Die Bevölkerung der Gemeinden 1834 bis 1967. Wiesbaden: Hessisches Statistisches Landesamt, 1968. Weitere Quellen: |                                             |                                             |                                             |                                             |

## Religion
Katholisch
Bis zur Reformation zählte Okriftel zu Mainz. Danach wurde es evangelisch. Erst während des Ersten Weltkriegs konnte 1916 wieder ein Grundstück erworben werden für das in 1938 Planungen zum Neubau einer ersten katholischen Kirche nach der Reformation begannen. Die Planungen wurde jedoch durch den Zweiten Weltkrieg unterbrochen. In den Nachkriegsjahren 1951–1953 wurde der Neubau der heutigen Christ König-Kirche nach den Planungen den Architekten Carl Rummel und Heinrich Horvatin umgesetzt und eingeweiht. Katholische Kirche und das Pfarrhaus befinden sich in der Mainstraße 23.
Evangelisch
Die Matthäuskirche steht in der Alte Mainstraße 12/14
Ahmadiyya-Muslim-Gemeinschaft
In Okriftel befindet sich auch ein Gebetshaus der Ahmadiyya Muslim Jamaat Gemeinde.

## Kultur und Sehenswürdigkeiten

### Bauwerke

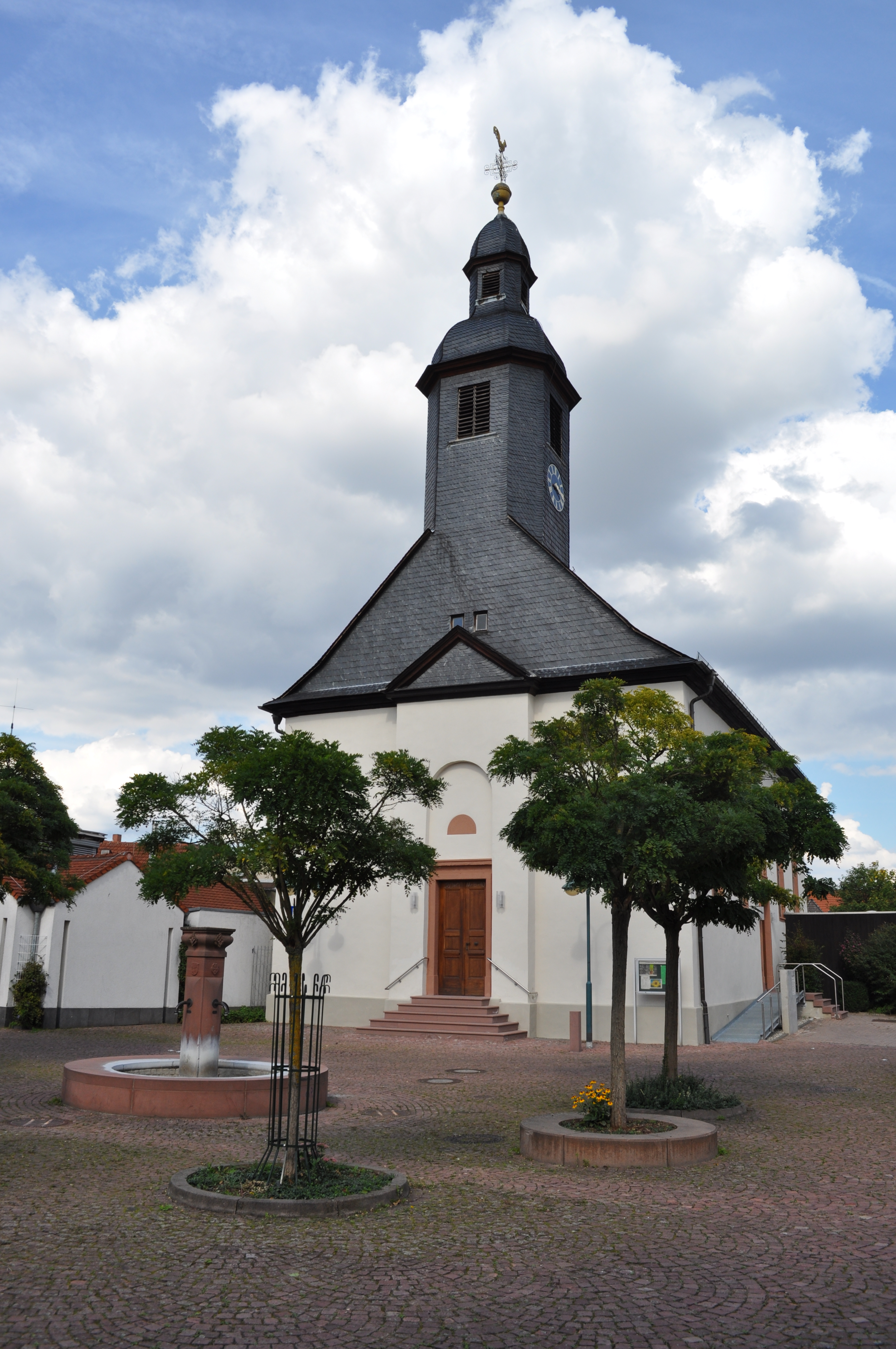
Die Evangelische Kirche in Okriftel von 1809

In der Reformationszeit wurde um 1545 der lutherische und 1595 der reformierte Gottesdienst eingeführt.
Die evangelische Pfarrkirche wurde 1809 in klassizistischem Stil neu errichtet. Sie trägt einen Haubendachreiter. Dach- und Giebelflächen sind mit Schiefer verkleidet. Im Ortsteil steht außerdem die katholische Kirche St. Martinus Christ-König, die nach Plänen von Heinrich Horvatin und Carl Rummel errichtet wurde. Im Jahr 1953 erfolgte ihre Kirchweihe. Des Weiteren besitzt der Ort ein Gebetszentrum der Ahmadiyya Muslim Jamaat.
Nördlich befindet sich das 1997 als Attraktion für den Regionalpark Rhein-Main eingeweihte Rosarium.

### Regelmäßige Veranstaltungen
Alljährlich wird in Anlehnung an den Frankfurter Wäldchestag um Pfingsten das Okrifteler Wäldchesfest gefeiert. Im Mai 2018 wurden zur 68. Veranstaltung erstmals alle Zufahrten zum Festgelände zum Schutz vor Terroranschlägen mit Betonbarrieren und LKWs abgesperrt.

### Sport
Sportvereine Okriftels sind der Turnverein 1886 Okriftel am Main e. V. sowie der Fußballverein FC Germania 1911 Okriftel e. V.

### Grünflächen und Naherholung
Im Westen des Ortes befindet sich der Baggersee, ein Teil des Landschaftsschutzgebietes Hessische Mainauen.
Im Norden, zwischen Okriftel und Hattersheim, verläuft die Wasserwerkschaussee zum im Jugendstil erbauten Wasserwerk.
Planetenweg
In Okriftel endet auch der Schwarzbach-Planetenweg, der in Kriftel beginnt.

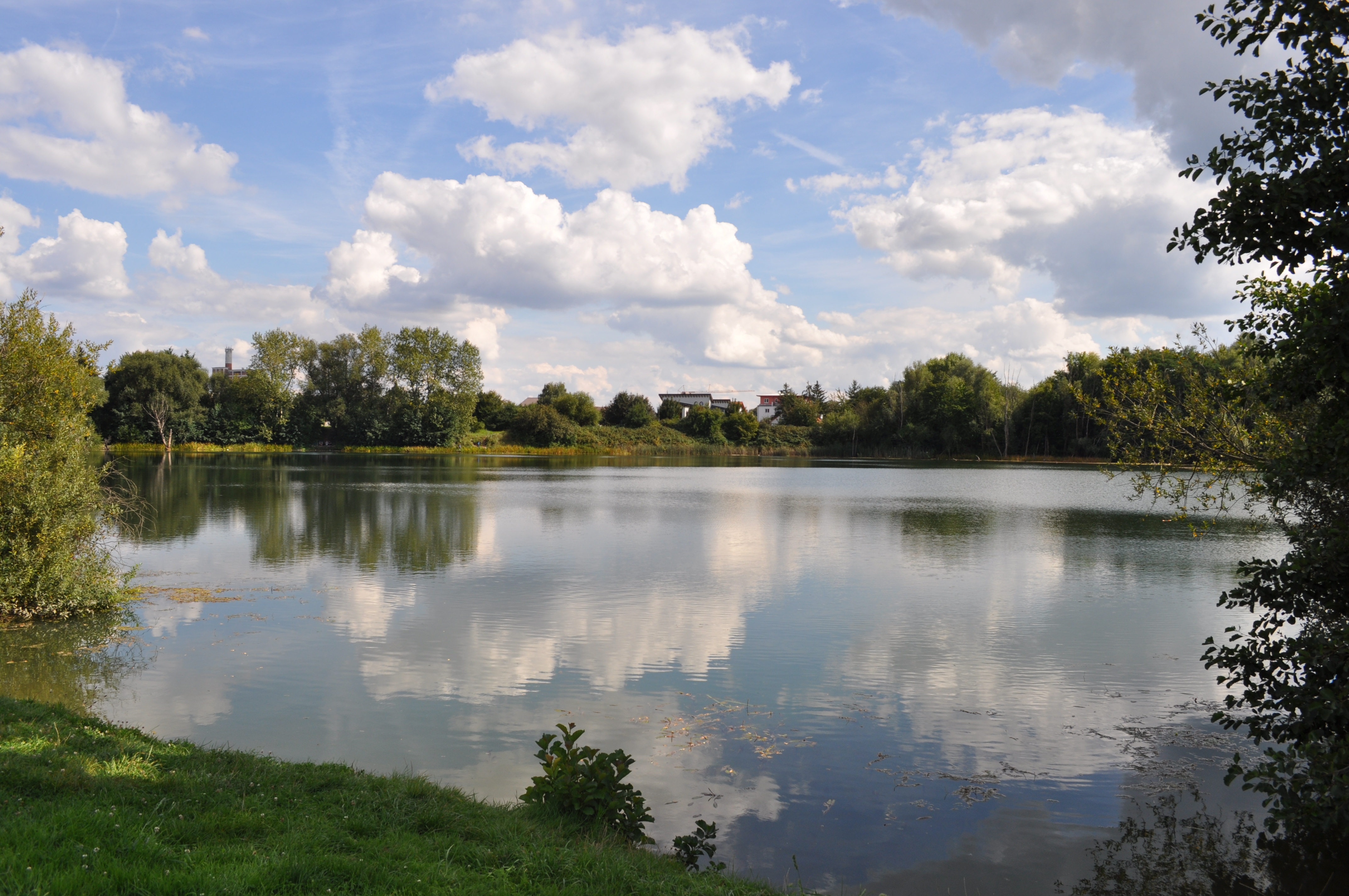
Baggersee
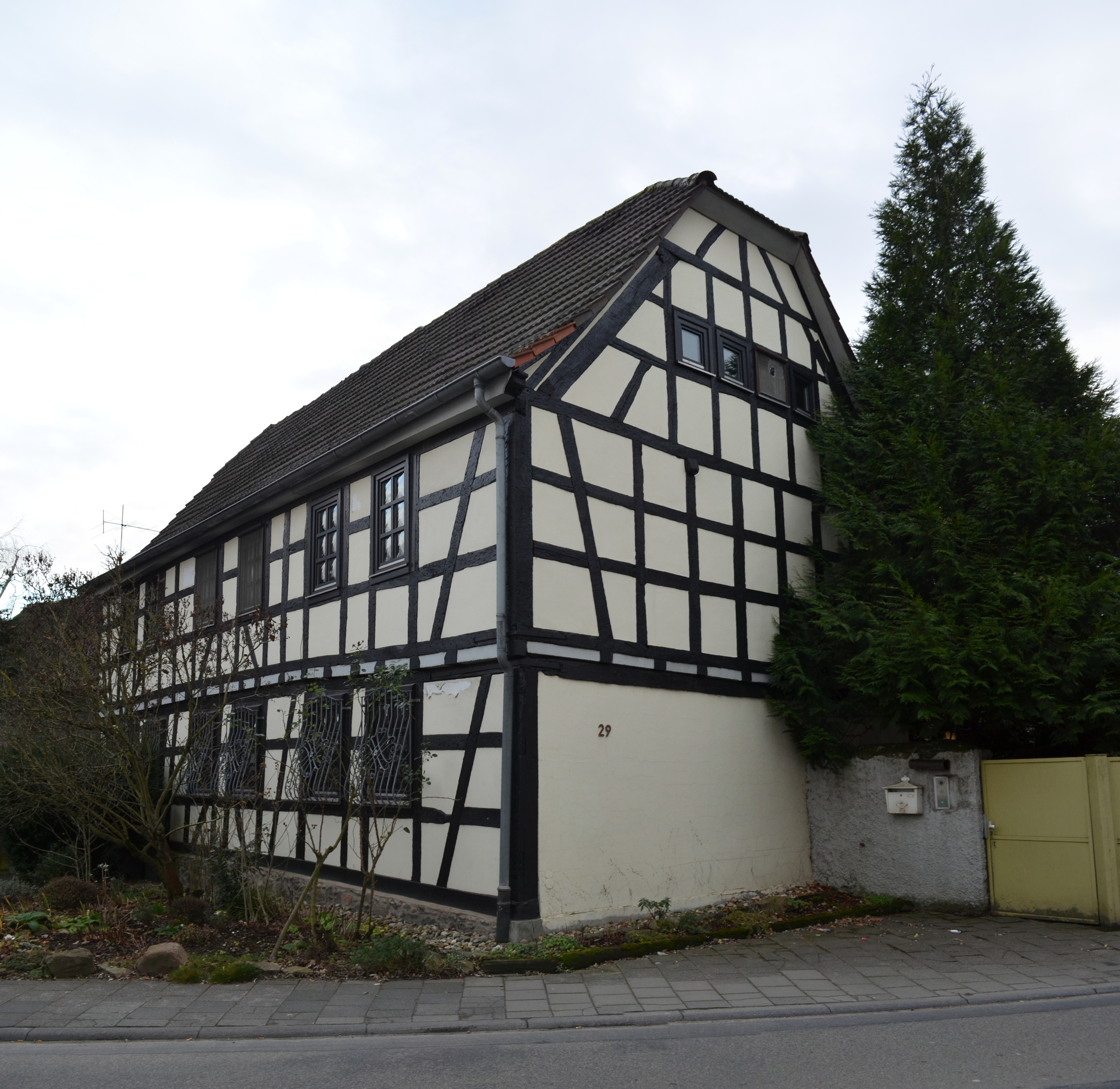
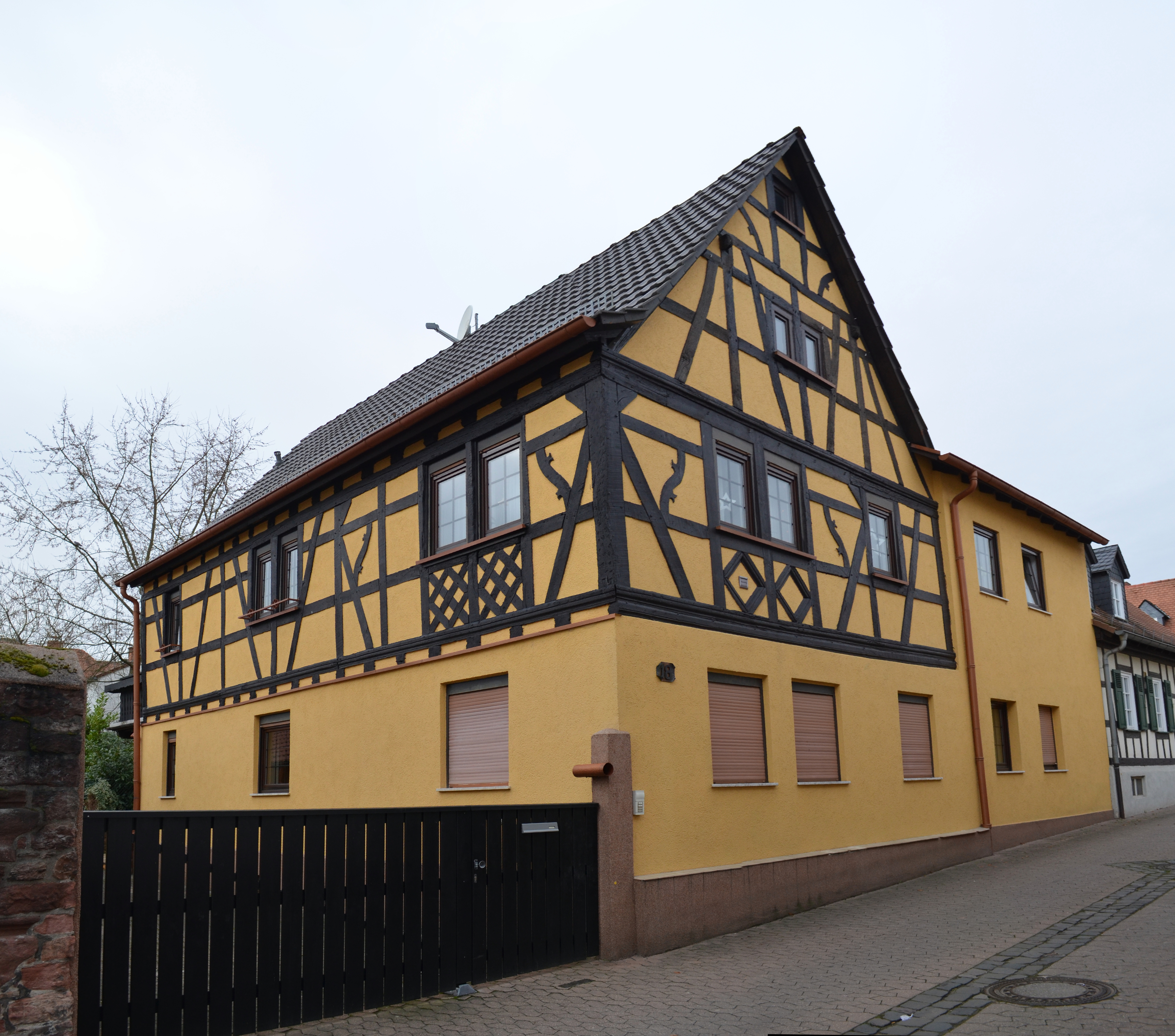
Schmucke Fachwerkhäuser in der Altstadt
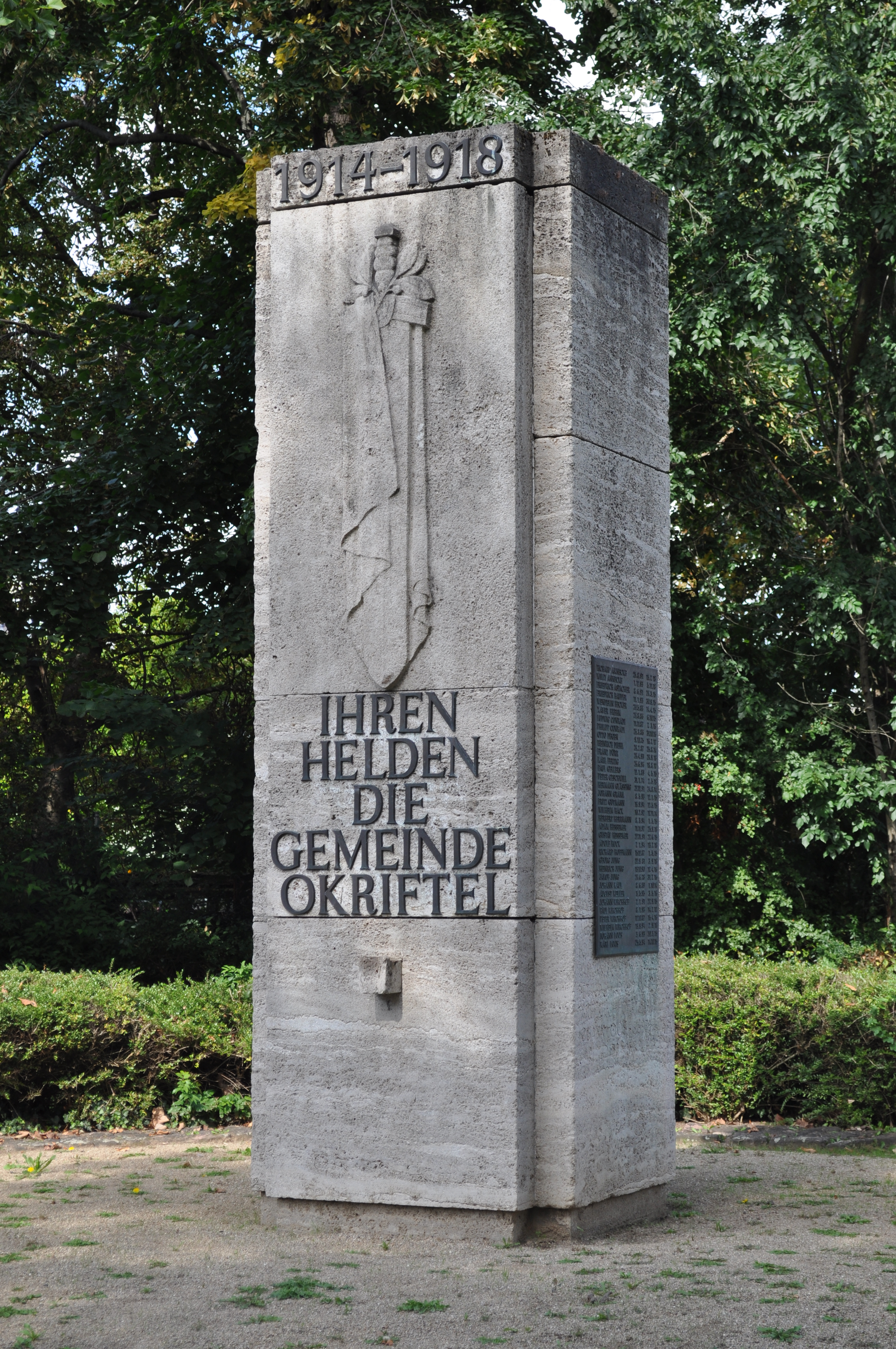
Kriegerdenkmal Erster Weltkrieg
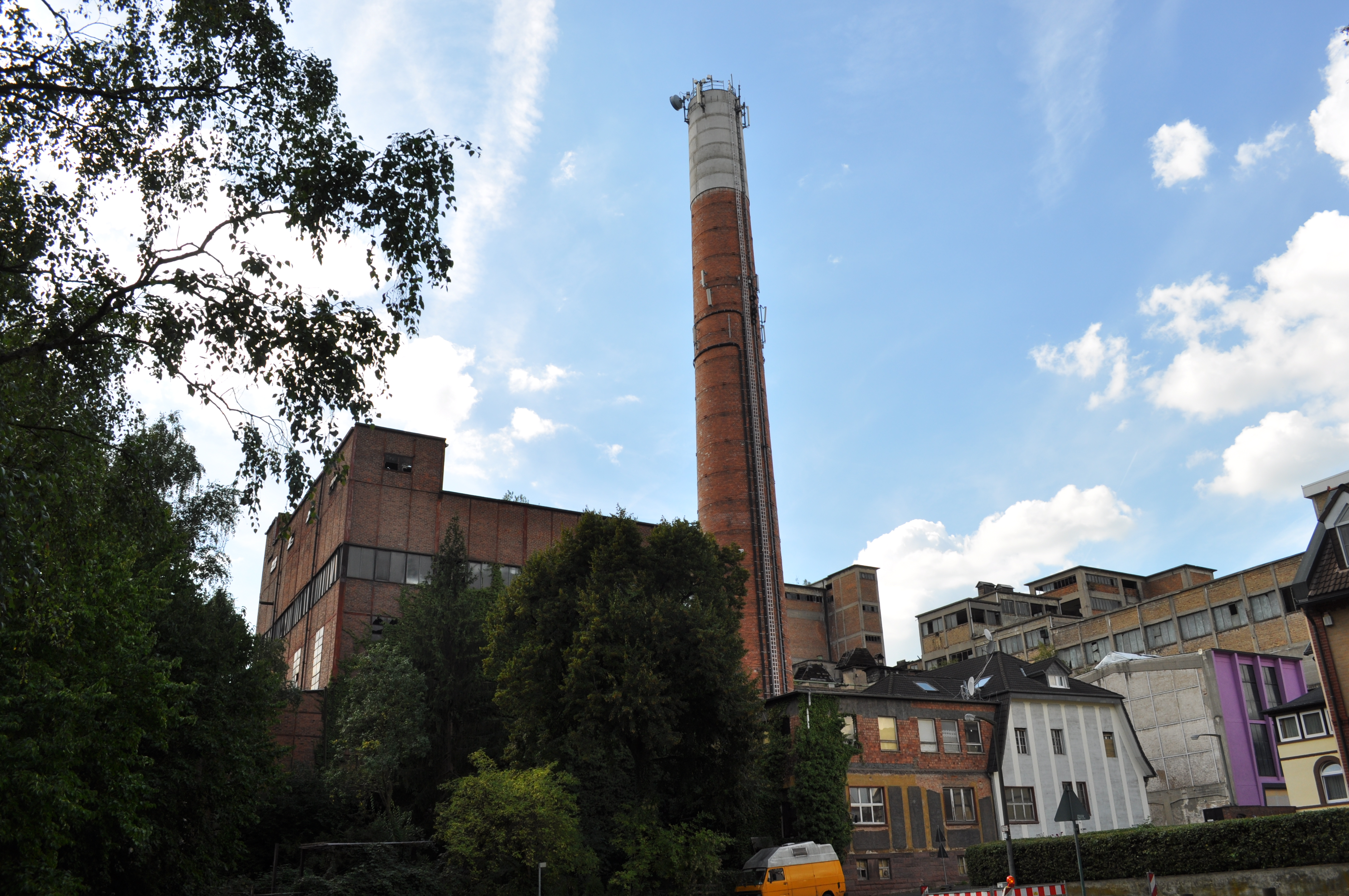
Alte Papierfabrik

## Wirtschaft und Infrastruktur

### Wirtschaftsstruktur
Bis in das 19. Jahrhundert hinein war Okriftel landwirtschaftlich geprägt. Für die industrielle Entwicklung Okriftels war die Gründung einer Zellstoff- und Papierfabrik, der späteren Cellulosefabrik Phrix, im Jahr 1884 von entscheidender Bedeutung. Von 1885 (bzw. 1886) an wurde sie vom jüdischen Unternehmer Philipp Offenheimer († 1930) betrieben, dessen Familie nach der Machtübernahme der Nationalsozialisten emigrierte und 1938 im Rahmen der Arisierung enteignet wurde. Nach dem Zweiten Weltkrieg wurde die Fabrik an die Familie Offenheimer rückübertragen, aber kurze Zeit später an die Phrix-Werke AG verkauft. Im Jahr 1961 beschäftigte die Phrix um die 1000 Mitarbeiter in Okriftel, wurde dann aber 1970 stillgelegt, unter anderem weil die Erfüllung von Umweltauflagen zu hohe Investitionen erfordert hätte. Die Phrix wurde jedoch nicht abgerissen, sondern blieb eine weitgehend ungenutzte Industrieruine.
Größere ortsansässige Industrie-Unternehmen sind heute die Hilscher Gesellschaft für Systemautomation mbH oder die Hessische Bewehrungsstahl GmbH.
Viele Einwohner sind Berufspendler. Zu den wichtigsten Arbeitgebern gehören der Frankfurter Flughafen, Opel in Rüsselsheim oder die Nachfolgeunternehmen der ehemaligen Firma Hoechst im Industriepark Höchst.

### Verkehr

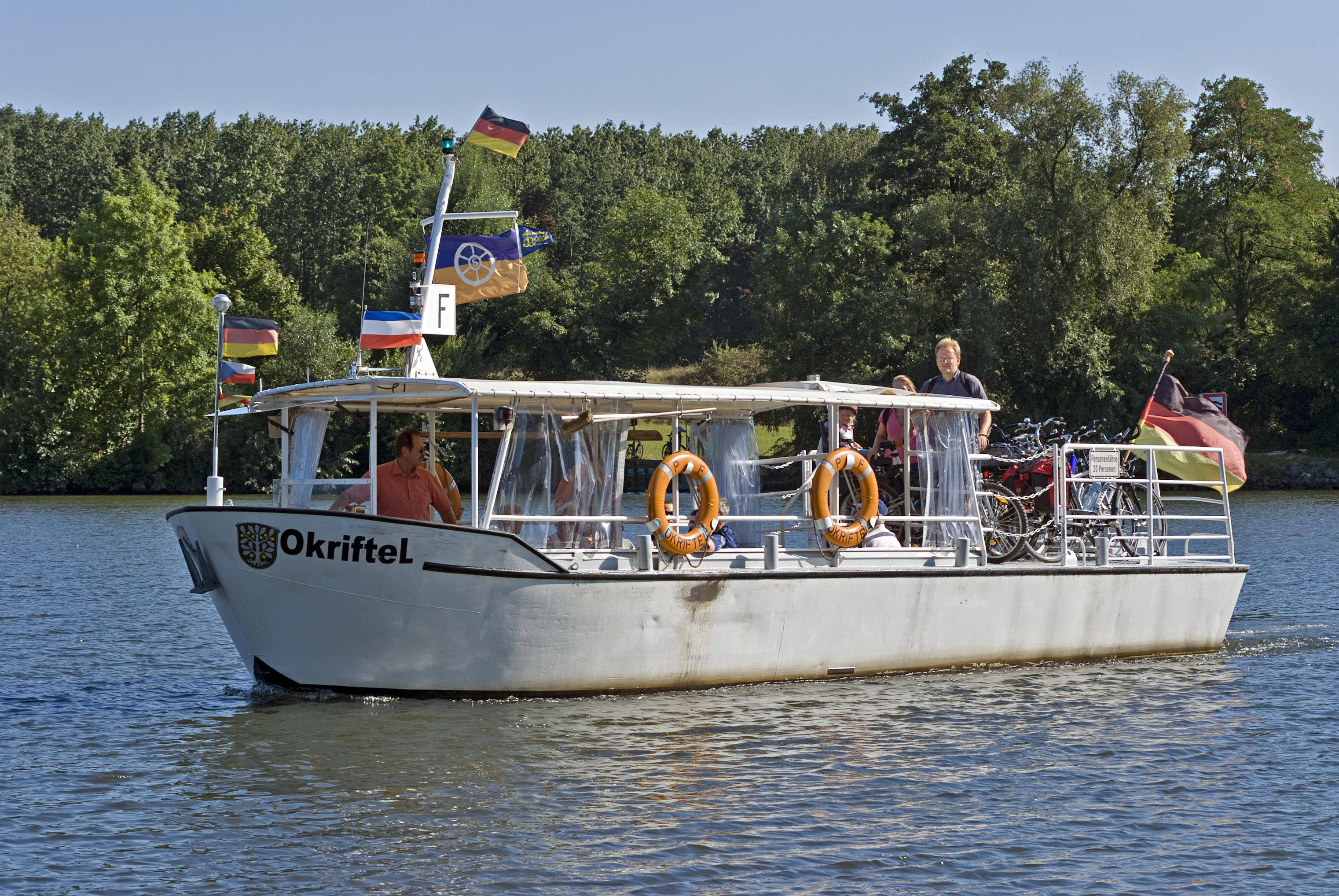
Die Mainfähre ist seit 1716 nachgewiesen.

Okriftel liegt an der Landesstraße L 3006, die von Eddersheim im Südwesten nach Frankfurt-Sindlingen im Nordosten führt. In Höhe des Ortskerns zweigt von dieser Straße die Landesstraße L 3011 als Mainstraße nach Norden ab in Richtung der Kernstadt Hattersheim.
In Okriftel gibt es seit 1716 die Mainfähre Okriftel über den Main, die nach Kelsterbach führt. Im Jahr 2022 wurde der Betrieb bis auf Weiteres eingestellt.
Von Walldorf führt die Kreisstraße K 152 als Okrifteler Straße genau zur Fährrampe auf das Okriftel gegenüber liegende Mainufer zu. Allerdings musste diese Straße durch den Ausbau des Flughafens Frankfurt und der Startbahn West erheblich umgebaut und neu trassiert werden.
Am Mainufer verlaufen mehrere Radwanderwege:
- Der Hessischen Radfernweg R3 (Rhein-Main-Kinzig-Radweg) führt unter dem Motto Auf den Spuren des Spätlesereiters. entlang von Rhein, Main und Kinzig über Fulda nach Tann in der Rhön.
- Der Main-Radweg führt von den Quellen des Weißen- und Roten Mains bis nach Mainz zur Mündung in den Rhein.
- Die D-Route 5 (Saar-Mosel-Main) von Saarbrücken über Trier, Koblenz, Mainz, Frankfurt am Main, Würzburg und Bayreuth bis zur tschechischen Grenze (1.021 km).

## Persönlichkeiten
- Daniel Spieß (1800–1872), Verwaltungsjurist und Archivar